# Pholcus knoeseli
Pholcus knoeseli är en spindelart som beskrevs av Jörg Wunderlich 1992. Pholcus knoeseli ingår i släktet Pholcus och familjen dallerspindlar.
Artens utbredningsområde är Kanarieöarna. Inga underarter finns listade i Catalogue of Life.